# Dolmen du Couperon

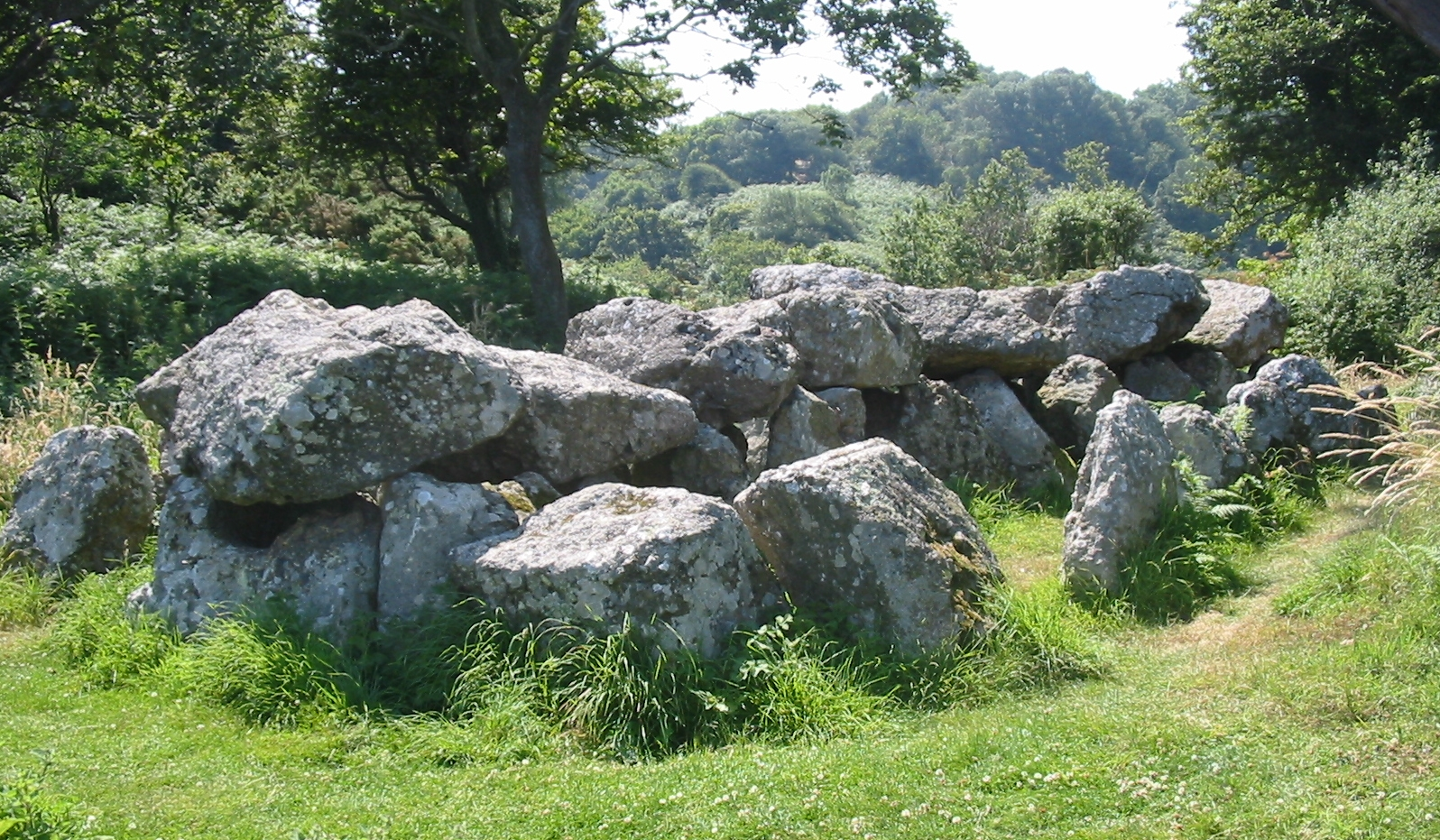
Dolmen du Couperon

Schema Galeriegrab –

Der Dolmen du Couperon ist eine Allée couverte am Ende der Rue du Scez in Saint Martin auf der Kanalinsel Jersey.

## Beschreibung
Die von 18 Randsteinen nahezu vollständig umgebene, etwa acht Meter lange Megalithanlage wurde zwischen 3250 und 2250 v. Chr. errichtet. Sie besteht aus 21 Trag- und sieben Decksteinen. Die Anlage war ursprünglich von einem langen Erdhügel bedeckt. Das heutige Aussehen ist das Werk früher Restauratoren. Bei der Ausgrabung im Jahre 1868 waren die Decksteine in die Kammer verstürzt. Unter den liegenden Steinen befand sich einer mit Seelenloch, der damals unsachgemäß als Deckstein aufgelegt wurde. Im Jahre 1919 entfernte die Société Jersiaise diesen Stein und setzte ihn auf seine aktuelle Position am östlichen Ende der Kammer. Er war jedoch ursprünglich der Trennstein zwischen Vor- und Hauptkammer. Die Funde bestanden aus ein paar Feuersteinabschlägen und Keramikscherben.

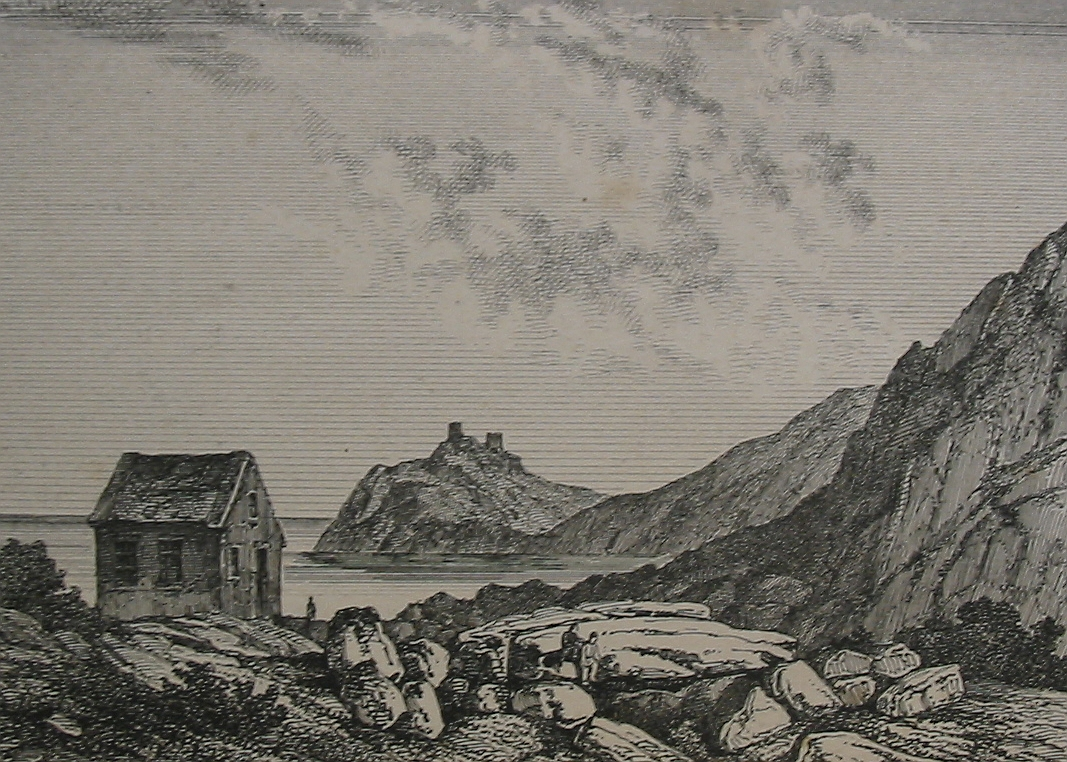
Dolmen du Couperon – Philip John Ouless

Im März 2016 wurde die Megalithanlage beschädigt, als ein Sturm eine große neben dem Dolmen stehende Kiefer umknickte. Unter anderem wurde dabei der westliche Deckstein zerbrochen.
In der Nahe liegt der Dolmen La Pouquelaye de Faldouet.